# Граф Рэднор

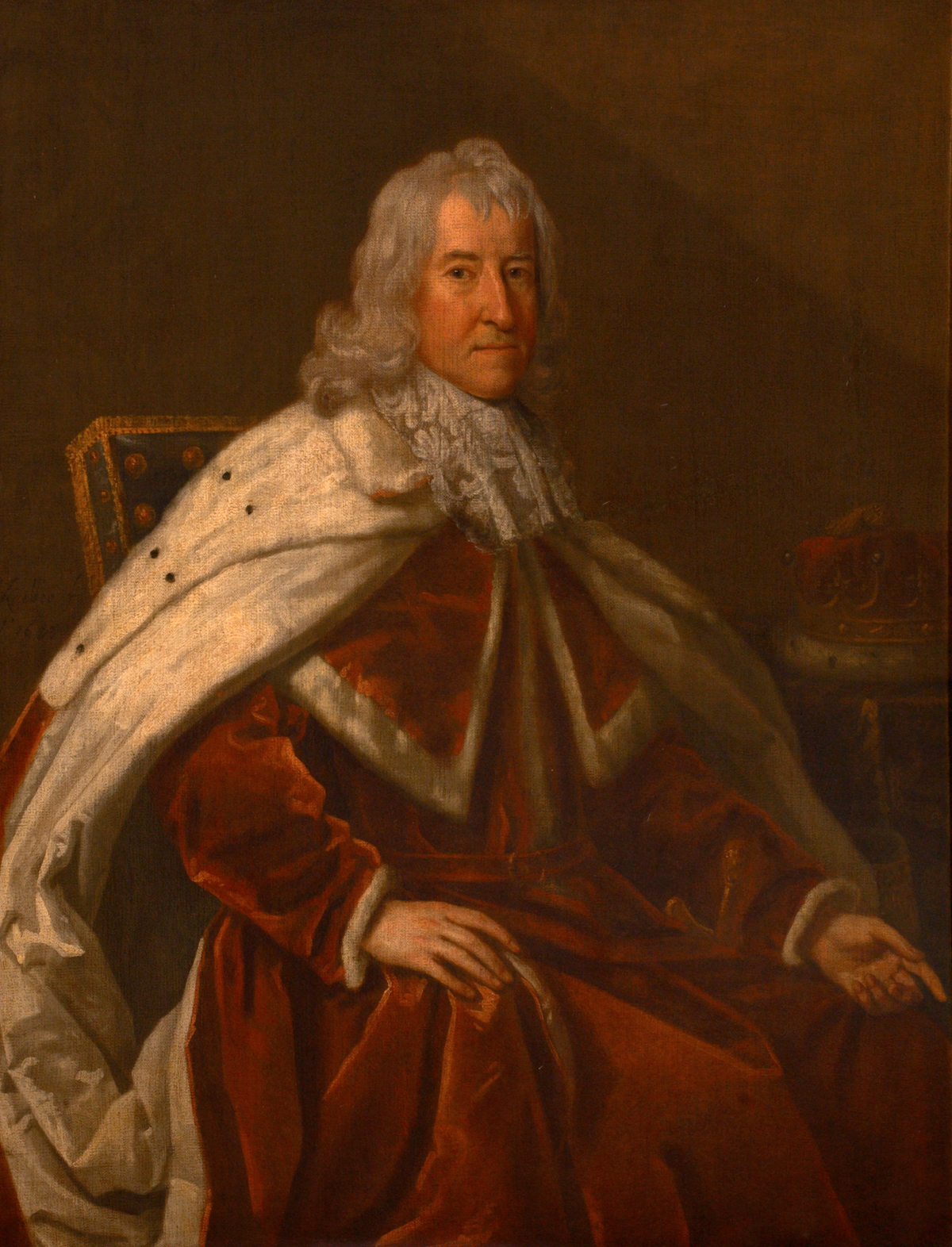
Джон Робартес, 1-й граф Рэднор

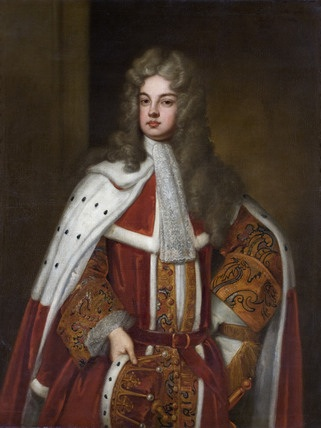
Чарльз Бодвиль Робартес, 2-й граф Рэднор

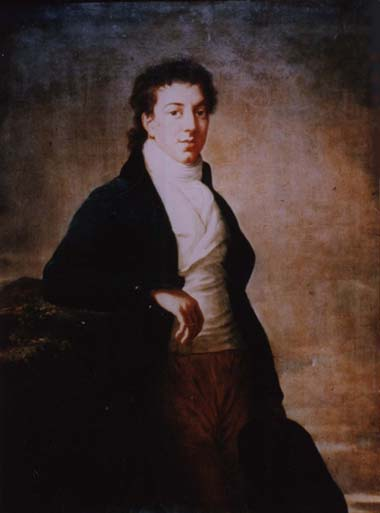
Уильям Плейделл-Бувери, 3-й граф Рэднор

Граф Рэднор (англ. Earl of Radnor) — наследственный титул в системе Пэрства Великобритании, созданный дважды в британской истории.

## История
Впервые титул графа Рэднора (пэрство Англии) был создан в 1679 году для Джона Робартеса, 2-го барона Робартеса (1606—1685), крупного политического деятеля правления короля Карла II Стюарта. Одновременно с графским титулом он получил титул виконта Бодмина. Джон Робартес был сыном Ричарда Робартеса (ум. 1634), который в июле 1621 года получил титул баронета, а в 1626 году стал 1-м бароном Робартесом из Труро (пэрство Англии). В 1757 году после смерти Джона Робартеса, 4-го графа Рэднора (1686—1757), титулы графа Рэднора, барона Робартеса и баронета прервались. Энн Мэри Хант, внучатая племянница 4-го графа Рэднора, вышла замуж за достопочтенного Чарльза Багенала-Агара, младшего сына Джеймса Агара, 1-го виконта Клифдена из Гаурана. Их сын Томас Джеймс Агар-Робартес (1808—1882) в 1869 году получил титул барона Робартеса.
В 1765 году титул графа Рэднора был вторично воссоздан для Уильяма Бувери, 2-го виконта Фолкстона (1725—1776). Род Бувери происходил от Уильяма де Бувери (1656—1717), известного лондонского купца. В 1714 году он получил титул баронета из Сен-Кэтрин Кри в Лондоне (Баронетство Великобритании). Его старший сын, Эдвард Бувери, 2-й баронет (ок. 1690—1736), представлял Шефтсбери в Палате общин (1719—1734). Ему наследовал его младший брат, Джейкоб Бувери, 3-й баронет (1694—1761). Он заседал в Палате общин от Солсбери (1741—1747). В 1747 году для него был созданы титулы барона Лонгфорда и виконта Фолкстона (пэрство Великобритании).
Его сын, Уильям Бувери, 2-й виконт Фолкстон (1725—1776), также представлял Солсбери в Палате общин (1747—1761). В 1765 году он получил титул барона Плейделла-Бувери из Колсхилла в графстве Беркшир, и графа Рэднора. Оба титула являлись пэрствами Великобритании. Ему наследовал его сын, Джейкоб Плейделл-Бувери, 2-й граф Рэднор (1750—1828). Он был депутатом Палаты общин от Солсбери (1771—1776) и занимал пост лорда-лейтенанта Беркшира (1791—1819). 2-й граф Рэднор принял дополнительную фамилию «Плейделл», чтобы унаследовать имения своего деда по материнской линии, сэра Марка Стюарта Плейделла, 1-го баронета (1693—1768). Его сын, Уильям Плейделл-Бувери, 3-й граф Рэднор (1779—1869), заседал в Палате общин от Даунтона и Солсбери. Его титулы унаследовал его старший сын от второго брака, Джейкоб Плейделл-Бувери, 4-й граф Рэднор (1815—1889). Он занимал должности шерифа графства Уилтшир (1846) и лорда-лейтенанта графства Уилтшир (1878—1889).
Ему наследовал его сын, Уильям Плейделл-Бувери, 5-й граф Рэднор (1841—1900). Он был членом консервативной партии, представлял Южный Уилтшир и Энфилд в Палате общин Великобритании, а также занимал должность казначея Хаусхолда (1885—1886) в правительстве Лорда Солсбери. Его сын, Джейкоб Плейделл-Бувери, 6-й граф Рэднор (1868—1930), заседал в Палате общин от Южного Уилтшира (1892—1900) и занимал должность лорда-лейтенанта графства Уилтшир (1925—1930). Ему наследовал его сын, Уильям Плейделл-Бувери, 7-й граф Рэднор (1895—1968). Он занимал почётные должности лорда-хранителя малой печати и лорда-хранителя рудников, в 1962 году был награждён Орденом подвязки.
По состоянию на 2024 год, обладателем графского титула является его внук, Уильям Плейделл-Бувери, 9-й граф Рэднор (род. 1955), который наследовал своему отцу, 8-му графу, в 2008 году.
Графы Рэднор являлись комендантами французского госпиталя (Ла-Провиденс) с XVIII века по 2014 год.
Фамильная резиденция — Лонгфорд-Касл в графстве Уилтшир.

## Бароны Робартес, первая креация (1625)
- 1625—1634: Ричард Робартес, 1-й барон Робартес (ум. 19 апреля 1634);
- 1634—1685: Джон Робартес, 2-й барон Робартес (1606 — 17 июля 1685), сын предыдущего, граф Рэднор с 1679 года.

## Графы Рэднор, первая креация (1679)
- 1679—1685: Джон Робартес, 1-й граф Рэднор (1606 — 17 июля 1685), сын 1-го баронета Робартеса;
  - Роберт Робартес, виконт Бодмин (7 февраля 1634 — 8 февраля 1682), старший сын предыдущего;
- 1685—1723: Чарльз Бодвил Робартес, 2-й граф Рэднор (26 июля 1660 — 3 августа 1723), старший сын предыдущего;
- 1723—1741: Генри Робартес, 3-й граф Рэднор (1695 — 1 февраля 1741), сын предыдущего;
- 1741—1757: Джон Робартес, 4-й граф Рэднор (1686 — 15 июля 1757), сын Фрэнсиса Робартеса (1649—1718) и внук Джона Робартеса, 1-го графа Рэднора.

## Баронеты Бувери из Сент-Кэтрин-Кри (1714)
- 1714—1717: Сэр Уильям де Бувери, 1-й баронет (26 сентября 1656 — 19 мая 1717), сын сэра Эдварда де Бувери (1622—1694);
- 1717—1736: Сэр Эдвард де Бувери, 2-й баронет (ок. 1690 — 21 ноября 1736), старший сын предыдущего;
- 1736—1761: Сэр Джейкоб де Бувери, 3-й баронет (14 октября 1694 — 17 февраля 1761), младший брат предыдущего, виконт Фолкстон с 1747 года.

## Виконты Фолкстон (1747)
- 1747—1761: Джейкоб де Бувери, 1-й виконт Фолкстон (14 октября 1694 — 17 февраля 1761), второй сын Уильяма де Бувери, 1-го баронета;
- 1761—1776: Уильям де Бувери, 2-й виконт Фолкстон (26 февраля 1725 — 28 января 1776), старший сын предыдущего, граф Рэднор с 1765 года.

## Графы Рэднор, второе создание (1765)
- 1765—1776: Уильям Бувери, 1-й граф Рэднор (26 февраля 1725 — 28 января 1776), старший сын 1-го виконта Фолкстона;
- 1776—1828: Джейкоб Плейделл-Бувери, 2-й граф Рэднор (4 марта 1750 — 27 января 1828), единственный сын предыдущего от первого брака с Гарриет Плейделл (ум. 1750);
- 1828—1869: Уильям Плейделл-Бувери, 3-й граф Рэднор (11 мая 1779 — 9 апреля 1869), старший сын предыдущего;
- 1869—1889: Джейкоб Плейделл-Бувери, 4-й граф Рэднор (18 сентября 1815 — 11 марта 1889), старший сын предыдущего;
- 1889—1900: Уильям Плейделл-Бувери, 5-й граф Рэднор (19 июня 1841 — 3 июня 1900), старший сын предыдущего;
- 1900—1930: Джейкоб Плейделл-Бувери, 6-й граф Рэднор (8 июля 1868 — 26 июня 1930), старший сын предыдущего;
- 1930—1968: Уильям Плейделл-Бувери, 7-й граф Рэднор (18 декабря 1895 — 23 ноября 1968), старший сын предыдущего;
- 1968—2008: Джейкоб Плейделл-Бувери, 8-й граф Рэднор (10 ноября 1927 — 11 августа 2008), старший сын предыдущего;
- 2008 — настоящее время: Уильям Плейделл-Бувери, 9-й граф Рэднор (род. 5 января 1955), старший сын предыдущего от первого брака с Энн Гарден Сет-Смит;
  - Наследник: Джейкоб Плейделл-Бувери, виконт Фолкстон (род. 7 апреля 1999), старший сын предыдущего.